# NLL sezon 2005
Sezon rozpoczął się 1 stycznia, a zakończył 14 maja 2005 roku. W tym sezonie zespół Vancouver Ravens przeprowadził się i zmienił nazwę na Minnesota Swarm. Podczas meczu All Star Game zespół wschodu pokonał zachód 11-10. Był to dziewiętnasty sezon zawodowej ligi lacrosse (licząc sezony EPBLL i MILL). Mistrzem sezonu została drużyna Toronto Rock.

## Wyniki
W – Wygrane, P – Przegrane, PRC – Liczba wygranych meczów w procentach, GZ – Gole zdobyte, GS – Gole stracone
| Kwalifikacja do playoffs |

| Wschodnia Dywizja     |    |    |       |     |     |
| Drużyna               | W  | P  | PRC   | GZ  | GS  |
| Toronto Rock          | 12 | 4  | 0.750 | 227 | 190 |
| Buffalo Bandits       | 11 | 5  | 0.688 | 217 | 183 |
| Rochester Knighthawks | 10 | 6  | 0.625 | 193 | 179 |
| Philadelphia Wings    | 6  | 10 | 0.375 | 213 | 218 |
| Minnesota Swarm       | 5  | 11 | 0.313 | 188 | 231 |

| Zachodnia Dywizja  |    |    |       |     |     |
| Dywizja            | W  | P  | PRC   | GZ  | GS  |
| Calgary Roughnecks | 10 | 6  | 0.625 | 216 | 208 |
| Arizona Sting      | 9  | 7  | 0.563 | 209 | 209 |
| Colorado Mammoth   | 8  | 8  | 0.500 | 201 | 182 |
| Anaheim Storm      | 5  | 11 | 0.313 | 175 | 212 |
| San Jose Stealth   | 4  | 12 | 0.250 | 170 | 197 |

### Playoffs

#### Półfinały Dywizji
- Colorado Mammoth 13 – Arizona Sting 16
- Rochester Knighthawks 17 – Buffalo Bandits 16

#### Finały Dywizji
- Rochester Knighthawks 10 – Toronto Rock 12
- Arizona Sting 19 – Calgary Roughnecks 15

### Finał
- Arizona Sting 13 – Toronto Rock 19

## Nagrody
| Nagroda                        | Zwycięzca       | Drużyna               |
| ------------------------------ | --------------- | --------------------- |
| MVP sezonu                     | Colin Doyle     | Toronto Rock          |
| Najlepszy debiutant sezonu     | Ryan Boyle      | San Jose Stealth      |
| Trener sezonu                  | Bob Hamley      | Arizona Sting         |
| MVP meczu finałowego           | Colin Doyle     | Toronto Rock          |
| Najlepszy strzelec (49 bramek) | John Grant, Jr. | Rochester Knighthawks |